# ليدا كوسميديس
ليدا كوسميديس (ولدت في مايو 1957) هي عالمة نفس أمريكية، ساهمت برفقة زوجها عالم الإنسان جون توبي في تأسيس مجال علم النفس التطوري.

## السيرة الذاتية
وُلدت ليدا كوسميدس في أسرة يونانية، حيث أسس والديها، جورج كوسميدس وناسيا كوسميدس، كنيسة سانت جورج الأرثوذكسية اليونانية في بيثيسدا، ماريلاند.
درست كوسميدس الأحياء في كلية رادكليف جامعة هارفارد، حيث حصلت على درجة البكالوريوس في عام 1979. وأثناء دراستها الجامعية، تأثرت بشكل كبير بالمؤرخ التطوري الشهير روبرت تريفرز، الذي كان مشرفها. في عام 1985، حصلت كوسميدس على درجة الدكتوراه في علم النفس الإدراكي من جامعة هارفارد. بعد الانتهاء من العمل ما بعد الدكتوراه تحت إشراف روجر شيبارد في جامعة ستانفورد، انضمت إلى هيئة التدريس في جامعة كاليفورنيا، سانتا باربرا في عام 1991، حيث أصبحت أستاذًا كامل الرتبة في عام 2000.
في عام 1992، بالتعاون مع توبي وجيروم باركو، قامت كوسميدس بتحرير كتاب "العقل المكيف: علم النفس التطوري وتوليد الثقافة". أسست هي وتوبي مركز علم النفس التطوري وتوليا إدارته معًا.
حصلت كوسميدس على جوائز عديدة، منها جائزة الجمعية الأمريكية لتقدم العلوم في بحث علم السلوك عام 1988، جائزة الجمعية الأمريكية لعلم النفس للإسهام المتميز في مجال البحث في مرحلة مبكرة من عمرها عام 1993، منحة غوغنهايم، جائزة مدير معهد الصحة الوطني لعام 2005، وجائزة جان نيكود لعام 2020. أُنتخبت عضوًا في الأكاديمية الأمريكية للفنون والعلوم عام 2023.